# Dídac Baget i Firmat
Dídac Baget i Firmat (Manresa, 1900 - ?) fou un advocat català, membre de la Lliga Regionalista, president de l'Associació de Música de Manresa (1930).
Regidor del primer ajuntament republicà (1931) per la Lliga Regionalista, tot i que altres líders del partit l'acusaren de ser un oportunista polític.
En finalitzar la guerra, tot i haver fugit a França i haver anat a viure a Barcelona quan va creure que les circumstàncies ja eren més segures, fou encausat pel Tribunal especial para la Represión de la Masoneria y el Comunismo, per haver estat membre de la lògia maçònica Manuel Ruiz Zorrilla núm. 21 de Barcelona.
Li van imposar una pena de presó de dotze anys i un dia, però estigué confinat poc temps per motius de salut i la pena li fou commutada per la d'inhabilitació per a càrrecs públics.